# Euderus viridulus
Euderus viridulus är en stekelart som beskrevs av Boucek 1988. Euderus viridulus ingår i släktet Euderus och familjen finglanssteklar. Inga underarter finns listade i Catalogue of Life.